# Under the Influence (альбом Warrant)
Under the Influence (рус. под влиянием) — шестой студийный альбом американской хард-рок-группы Warrant, выпущенный 12 июня 2001 года. Альбом состоит из кавер-версий различных исполнителей повлиявших на группу, преимущественно это хард-рок-группы 70-х, а также двух новых песен: «Sub Human» и «Face».

## Об альбоме
В поддержку альбома группа в связке с Poison отправилась в тур, проходивший летом 2001 года под вывеской Glam Slam Metal Jam, который продлился на три недели короче запланированного срока из-за травмы спины, полученной басистом Poison Бобби Дэллом.
В качестве вокалиста на кавер-версии AC/DC «Down Payment Blues» выступил недавно пришедший в группу гитарист Билли Моррис. Он заменил Кери Келли, пробывшего в составе Warrant 8 месяцев после замены Рика Стейера в начале 2000 года. Барабанщиком группы стал Майк Фасано, который вскоре покинул Warrant. Это также последний альбом в составе группы для вокалиста Джени Лэйна, на следующем Born Again 2006 года пел уже бывший вокалист Black ’n Blue Джейми Сент-Джеймс.

## Список композиций
| №                   | Название                        | Автор(ы)                                             | Оригинальный исполнитель (дата) | Длительность |
| ------------------- | ------------------------------- | ---------------------------------------------------- | ------------------------------- | ------------ |
| 1.                  | «Toys in the Attic»             | Джо Перри, Стивен Тайлер                             | Aerosmith (1975)                | 3:01         |
| 2.                  | «Hollywood (Down on Your Luck)» | Скотт Горэм, Фил Лайнотт                             | Thin Lizzy (1981)               | 3:41         |
| 3.                  | «Dead, Jail or Rock 'n' Roll»   | Майкл Монро, Стивен Ван Зандт, Нэсти Суисайд         | Майкл Монро (1989)              | 4:26         |
| 4.                  | «Hair of the Dog»               | Пит Эгнью, Мэнни Чарлтон, Дэн Маккаферти, Дэрел Свит | Nazareth (1975)                 | 3:23         |
| 5.                  | «Tie Your Mother Down»          | Брайан Мэй                                           | Queen (1976)                    | 3:51         |
| 6.                  | «Suffragette City»              | Дэвид Боуи                                           | Дэвид Боуи (1972)               | 3:36         |
| 7.                  | «Surrender»                     | Рик Нильсен                                          | Cheap Trick (1978)              | 4:19         |
| 8.                  | «Down Payment Blues»            | Бон Скотт, Ангус Янг                                 | AC/DC (1978)                    | 6:08         |
| 9.                  | «Come and Get It»               | Пол Маккартни                                        | Badfinger (1970)                | 2:59         |
| 10.                 | «Sub Human»                     | Джени Лэйн                                           |                                 | 3:05         |
| 11.                 | «Face»                          | Кери Келли, Джени Лэйн                               |                                 | 3:42         |
| Общая длительность: | Общая длительность:             | Общая длительность:                                  | Общая длительность:             | 42:11        |

## Участники записи
- Джени Лэйн — вокал
- Эрик Тёрнер — ритм-гитара
- Джерри Диксон — бас-гитара
- Билли Моррис — лид-гитара, вокал на «Down Payment Blues»
- Майк Фасано — ударные
- Майк Моррис — клавишные